# Trennungsgrundsatz (Baurecht)
Der Trennungsgrundsatz ist ein planungsrechtliches Optimierungsgebot und Leitziel verwaltungsrechtlicher Abwägung bei der Bauleitplanung.

## Bedeutung
Wie das Gebot der Rücksichtnahme folgt auch der Trennungsgrundsatz aus dem übergeordneten Gebot der planerischen Konfliktbewältigung.
Er unterliegt den Anforderungen des Abwägungsgebots und kann – wenn gewichtige Gründe dies rechtfertigen – im Wege der Abwägung überwunden werden. Damit handelt es sich bei dem Trennungsgebot um nicht mehr als einen ausnahmefähigen Grundsatz.

## Einfachgesetzliche Regelung
Eine Gemeinde hat beispielsweise bei der Planung eines neu anzulegenden, einer bereits vorhandenen Wohnbebauung benachbarten Gewerbe- und Industriegebietes gem. § 50 BImSchG die besondere Schutzbedürftigkeit der Wohnbebauung in ihre Abwägung einzustellen. Im Fall benachbarter, miteinander unverträglicher Nutzungen hat sie zur Bewältigung dieser Gemengelage durch planerische Maßnahmen – so weit wie möglich – dafür zu sorgen, dass entstehende schädliche Umwelteinwirkungen im Sinne des § 3 BImSchG nicht hervorgerufen werden können, etwa durch die Festsetzung von Schutzflächen gem. § 9 Abs. 1 Nr. 24 BauGB.
Eine Fehlgewichtung kann zu einem im Rahmen einer verwaltungsgerichtlichen Normenkontrolle beachtlichen Abwägungsfehler im Sinne des § 214 Abs. 1 Nr. 1 in Verbindung mit § 2 Abs. 3 BauGB führen.